# Grow (rostliny)
Grow (angl. to grow, růst, pěstovat) znamená drobné domácí pěstování rostlin například v květináčích (pokojové rostliny), v truhlících (okrasné květiny), v malých sklenících (zelenina, koření, léčivky). Provozuje se jako koníček, ale i jako zdroj příjmů, například pokud jde o (pololegální) pěstování konopí (canabis). Charakterizují je menší rozměry, fakt, že se většinou provozuje v městských bytech, na balkonech a v garážích, s umělým zavlažováním i osvětlováním, a konečně i to, že typicky zahrnuje pěstování ze semen (řízků) atd. Tento druh pěstování rostlin potřebuje různé technické pomůcky, zařízení, chemikálie atd., proto se na něj váže řada výrobců i specializovaných obchodníků (Growshop).